# Aquelarre (telenovela)
Aquelarre es una telenovela chilena emitida por Televisión Nacional de Chile desde el 4 de agosto hasta el 29 de diciembre de 1999.  
Basada en una idea original de Hugo Morales, escrita por Fernando Aragón en colaboración con Arnaldo Madrid, Hugo Morales y Nona Fernández, con la asesoría de contenidos de Jorge Marchant Lazcano, producida por Vania Portilla, dirigida por María Eugenia Rencoret, bajo la producción ejecutiva de Pablo Ávila Guerrero.
Protagonizada por Álvaro Rudolphy, Sigrid Alegría y Bastián Bodenhöfer, junto con Coca Guazzini y Catalina Guerra como antagonistas. Durante su periodo de emisión fue la telenovela más vista en su país de origen con una audiencia promedio de 30,5 puntos de rating.

## Argumento
El pueblo de Aquelarre está ubicado en la zona central de Chile, semiaislado de la modernidad, y se distingue de las demás localidades porque desde hace más de treinta años solo nacen mujeres y los hombres son mayores de treinta años o de otras ciudades. Preocupado por esta situación, Jorge Patiño (Eduardo Barril), un rico hacendado del lugar, hace venir de Santiago a un genetista, el doctor Ignacio Pastene (Bastián Bodenhöfer).
Ignacio llega en mal momento a Aquelarre, pues Jorge acaba de sufrir un infarto fatal al haberse frustrado la boda de su hija primogénita, Rodolfa (Patricia Rivadeneira). La muerte del patriarca Patiño deja completamente abatida a toda su familia, ahora liderada por su estricta y católica esposa, Bernardita (Maricarmen Arrigorriaga), quien jura vestirse de luto para siempre tras su muerte. 
La mujer se encarga de imponer severidad y privar de ciertas libertades a sus cinco hijas, que llevan todas nombres de hombres modificados, ya que su marido y ella siempre esperaron tener un hijo varón. La hija mayor es Rodolfa, que enloquece después de haber sido plantada en el altar por su misterioso novio, Pepe Romano. La segunda es Gustava (Paola Volpato), una dulce y tímida profesora de la única escuela de Aquelarre, que teme a la soltería por sufrir de una malformación de cadera. La tercera hija es Eduarda (Claudia Burr); amargada e hipócrita, finge ser católica ferviente frente a su madre mientras mantiene a escondidas fogosos encuentros con el lechero del pueblo. Emilia (Sigrid Alegría), valiente y soñadora, es quien se ocupa de administrar las tierras y los asuntos económicos que le dejó su padre al morir. Por último, está Ricarda (Yuyuniz Navas), la más arisca y batalladora de las Patiño, que cursa el último año en el colegio y no piensa en el amor. Todas ellas viven con las atenciones de su fiel nana, Poncia (Ximena Rivas), una auténtica mujer de campo que habla siempre con rimas y que guarda en secreto la paternidad de su pequeña hija, Jorgita. 
Emilia es al final quien recibe amablemente al médico y lo invita a continuar con su investigación en Aquelarre, a pesar de la oposición de su celoso prometido, el veterinario Diego Guerra (Álvaro Escobar), que la ama y sobreprotege demasiado. Por otro lado, Emilia se lleva un gran susto ese mismo día, pues conoce a un forastero que le roba su ropa cuando ella se baña en un pozón del pueblo. Se trata de Juan Pablo Huidobro (Álvaro Rudolphy), el último varón en nacer en Aquelarre. Juan Pablo es hijo de la mujer más poderosa del pueblo, Elena Vergara (Coca Guazzini), una química farmacéutica que cultiva flores y confecciona un extraño perfume llamado "Agualuna". Elena, que es la benefactora principal de Aquelarre, odia tanto a los hombres que ha dejado que su único hijo varón se críe lejos de ella en Ámsterdam (Países Bajos). 
La llegada de Juan Pablo con sus reproches y desplantes perturba a Elena, pero Juan Pablo trae consigo un terrible secreto que afectará a las vidas de su familia y también a la de Emilia, que se enamorará de él. 
Después de la muerte de Jorge Patiño, las seis mujeres de su familia tendrán que decidir si van a vender sus tierras para poder pagar la deuda que les dejó el finado al morir. Emilia se opondrá tenazmente a esa venta como promesa a su padre, pero Elena tendrá como único objetivo apoderarse de los terrenos, por lo que se valdrá de cualquier recurso para conseguirlos, incluso utilizar el amor que siente Juan Pablo hacia Emilia. Sin embargo, Elena tendrá que enfrentarse a su mayor rival, el hacendado Fernando Guerra (Edgardo Bruna), padre de Diego y dueño del criadero de caballos más importante de la zona; al contrario que las Patiño, su familia está compuesta solo por hombres: sus tres hijos, nacidos de matrimonios distintos (Diego, Gonzalo y Marcelo), sus dos empleados (Prudencio y Benito) y él mismo. 
Fernando y Elena se guardan rencor mutuamente por hechos sucedidos en el pasado y él también se valdrá de lo que estime conveniente, como el noviazgo entre Diego y Emilia para quedarse con las tierras. Pero Elena no cederá fácilmente, lo que provoca una guerra sin cuartel entre los dos. 
El doctor Ignacio Pastene finalmente encontrará hospedaje en el Padre Pelayo (Jaime Vadell), párroco de Aquelarre, durante el tiempo que le tomará su investigación pero con la condición de hacerse cargo de la clínica de Aquelarre, que se verá muy alborotado ante la llegada de este apuesto médico en un pueblo donde faltan hombres y sobran mujeres. A pesar de la firme oposición de Elena Vergara ante la presencia de Ignacio Pastene, permanece en Aquelarre alternando sus labores médicas con su investigación. Además, se reencontrará con Silvana (Catalina Guerra), capataz de las temporeras de Elena, y que al mismo tiempo fue la mujer que más amó y que lo hizo sufrir, pero volverá a enamorarse de ella.  
Asimismo, también conocerá a los personajes más pintorescos del pueblo de Aquelarre, así como la maldición de la Bruja Abigaíl, la existencia de una extraña flor que solo florece en la medianoche de cada quince de mayo y la identidad de "La novia de la noche", un espectro vestido de blanco que se aparece por los caminos de la zona con intenciones de amenazar la visita y la investigación de Ignacio. Luego se descubren más secretos de Jorge Patiño por ejemplo: se descubrió que Abigail y él se iban a casar pero él la dejó plantada por Bernardita y cuando la dejó ella se fue a la Quebrada de la Rosa ella se mató y Jorge Patiño la enterró en su jardín secreto.

## Reparto

### Principales
- Bastián Bodenhöfer como Ignacio Pastene
- Sigrid Alegría como Emilia Patiño
- Álvaro Rudolphy como Juan Pablo Huidobro
- Catalina Guerra como Silvana Montes
- Álvaro Escobar como Diego Guerra
- Coca Guazzini como Elena Vergara
- Edgardo Bruna como Fernando Guerra
- Maricarmen Arrigorriaga como Bernarda Álvarez
- Mauricio Pešutić como Prudencio Barraza
- Yaël Unger como Julia Moya
- Jaime Vadell como Pelayo Jarpa
- Anita Klesky como Cándida Morales
- Ana Reeves como Graciela Ponce
- Patricia Rivadeneira como Rodolfa Patiño
- Ximena Rivas como Poncia González
- Francisco Pérez Bannen como Toro Mardones
- Alejandra Fosalba como Tina Torres
- Marcelo Romo como Celedonio Meneses
- Lucy Salgado como Mireya Díaz
- Claudia Burr como Eduarda Patiño
- Paola Volpato como Gustava Patiño
- Mónica Godoy como Scarlett Jara / Pía Montero
- Felipe Braun como Gonzalo Guerra
- Yuyuniz Navas como Ricarda Patiño
- Íñigo Urrutia como Marcelo Guerra
- Katherine Salosny como Lorena Meneses
- Angélica Neumann como Camelia Huidobro
- Claudio Arredondo como Benito Aranza
- Patricia Velasco como Rosa Moya
- Carmina Riego como Lourdes Villanueva
- Patricia López como Carolina Meneses
- Alejandro Montes como Cristián Valdés
- Claudia Vergara como Isidora Orrego
- Carolina Contreras como Alelí Huidobro
- Mireya Moreno como Ruperta Chávez
- Mario Montilles como Artemio Ibarra
- Linsay Ocares como Jorga González

### Recurrentes e actores invitados
- Eduardo Barril como Jorge Patiño
- Consuelo Holzapfel como Alicia Braun
- Shlomit Baytelman como Mariola Bulnes
- Loreto Valenzuela como Ivonne Garcés
- Sergio Hernández Albrecht como Maximiliano Jara
- Nena Campbell como Alcaldesa
- Nicolás Saavedra como Palomo Rodríguez
- Andrea Eltit como Rafaela

## Equipo
- Dirección de Producción TVN: Cecilia Stoltze
- Dirección de Área Dramática TVN: Pablo Ávila
- Autor: Hugo Morales
- Guion: Fernando Aragón y Arnaldo Madrid
- Dirección general: María Eugenia Rencoret
- Producción general: Vania Portilla
- Dirección de Unidad(es): Víctor Huerta y Enrique Bravo

## Producción
Aquelarre significó un cambio de temática en las telenovelas de María Eugenia Rencoret en Televisión Nacional, ya que transcurría en un pueblo ficticio, como ocurría en las telenovelas del primer semestre dirigidas por Vicente Sabatini. Para ello, se montó un pueblo en Colina, al norte de la región Metropolitana. Mientras que el invernadero estaba localizado en Hijuelas, Región de Valparaíso, y los pozones en Pucón, Región de La Araucanía.

## Recepción
Aquelarre significó un éxito en sintonía de una producción del segundo semestre de TVN, luego de varios fracasos de audiencias en sus telenovelas del segundo semestre, al superar a su competencia directa de Canal 13, Cerro Alegre. Es además una de las teleseries que más veces ha sido transmitida por TVN, cinco en total: luego de su emisión original, fue retransmitida en 2002, 2006, 2020 y 2025.

## Banda sonora
Volumen 1
1. Tierra de mujeres - Douglas (Tema central)
2. Quisiera - Emmanuel
3. Luna - Ana Gabriel
4. Muchacha (ojos de papel) - Almendra
5. Respiro - Franco Simone
6. Me muero por estar contigo - Silvana di Lorenzo
7. Estás - Gianni Bella
8. La tarde que te amé - Industria Nacional
9. Sinceridad - Ricardo Cocciante
10. Échame a mí la culpa - Albert Hammond
11. Mujer - Roberto Carlos
12. Y volveré - Vikki Carr
13. Le llamaban la loca - José Luis Perales
14. Maldita primavera - Yuri
15. Clásico (Classic) - Orlando Netti
16. Pudo ser un gran amor - Alberto Plaza
17. Si no te amase - Juan & Junior
18. Conociéndote - Banana
19. Corazón de poeta - Jeanette
20. Te amaré - Miguel Bosé
21. La negrita - Los Tres y Lalo Parra
22. Claudia's theme - Lennie Niehaus y Clint Eastwood

Volumen 2 
1. La luna y el toro - Los chicos de al lado (tema de Toro Mardones)
2. La temporera - Grupo Hechizo (Tema de las temporeras)
3. Mambo N.º 5 - Lou Bega (tema de Alhelí y Cristian)
4. Bom, bom, bom, bom - Vengaboys y King África (tema de Aleli)
5. Píntame - Elvis Crespo
6. Bailamos - Wild Wild Tropisound
7. Sácate los pantalones - Lorena Ríos
8. Esa chica de los ojos tristes - La guerrilla
9. Mujer bonita - Amerikan Sound
10. Allá en el rancho grande - Sonora Aquelarre (tema de Chela y familia)
11. Hechicera - The SM Brothers (tema de Tina y Toro Mardones)
12. Boogaloo - Wilkins
13. Java - Kconvention
14. Witch doctory - Cartoons (tema de Isidora)
15. Todos los domingos - Sonora Palacios
16. Aquelarre tropical - Fuerza latina
17. Una y mil veces - Camorra
18. Amor a la mexicana - El Reventón (tema de Carolina)
19. Mujeres calientes - Oro Sólido
20. La luna y el toro - Rancheros de Río Grande

## Emisión internacional
- Ecuador: Gama TV (2001).
- Estados Unidos: Univision.